# 1831 w polityce

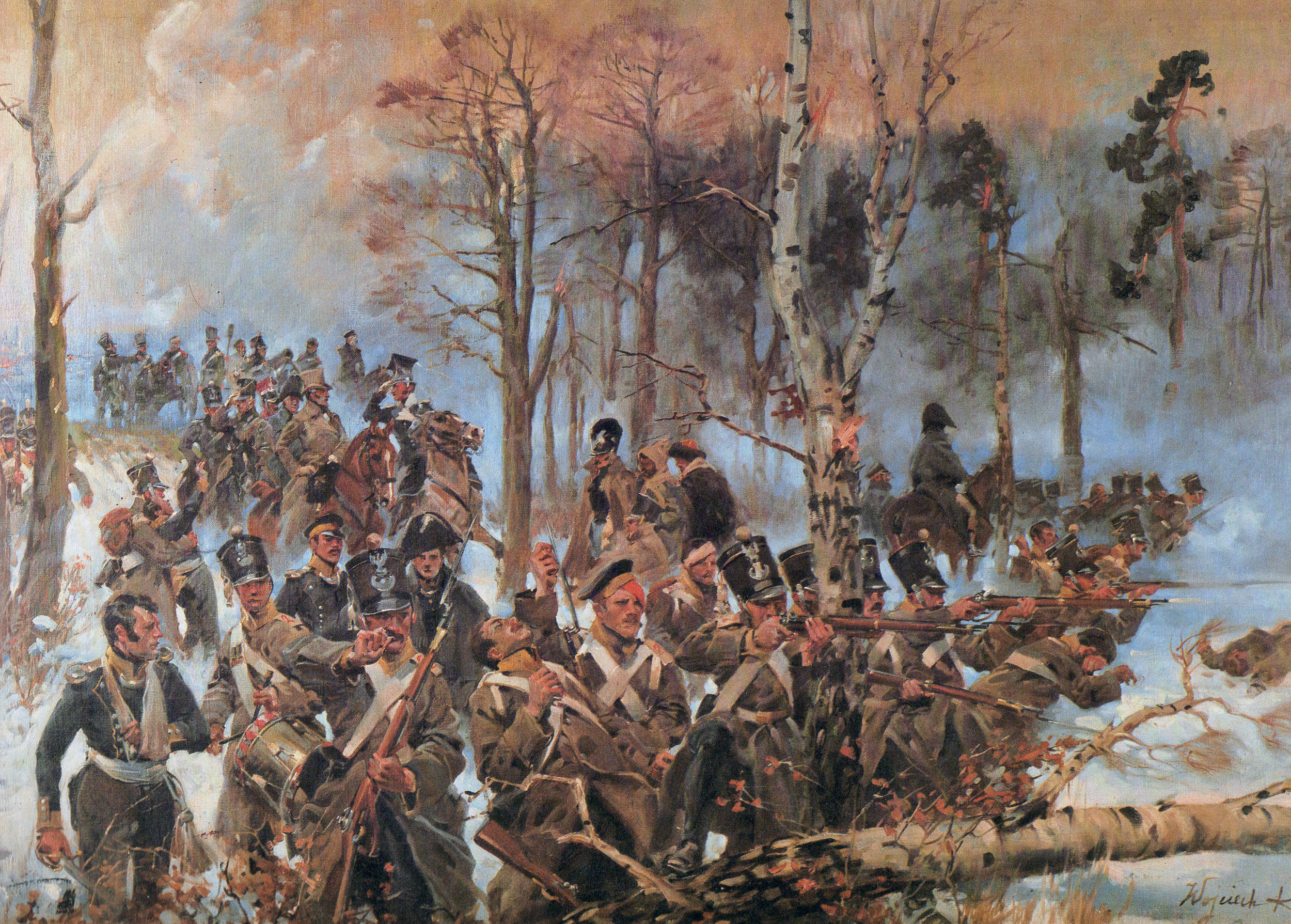
Wojciech Kossak, Olszynka Grochowska

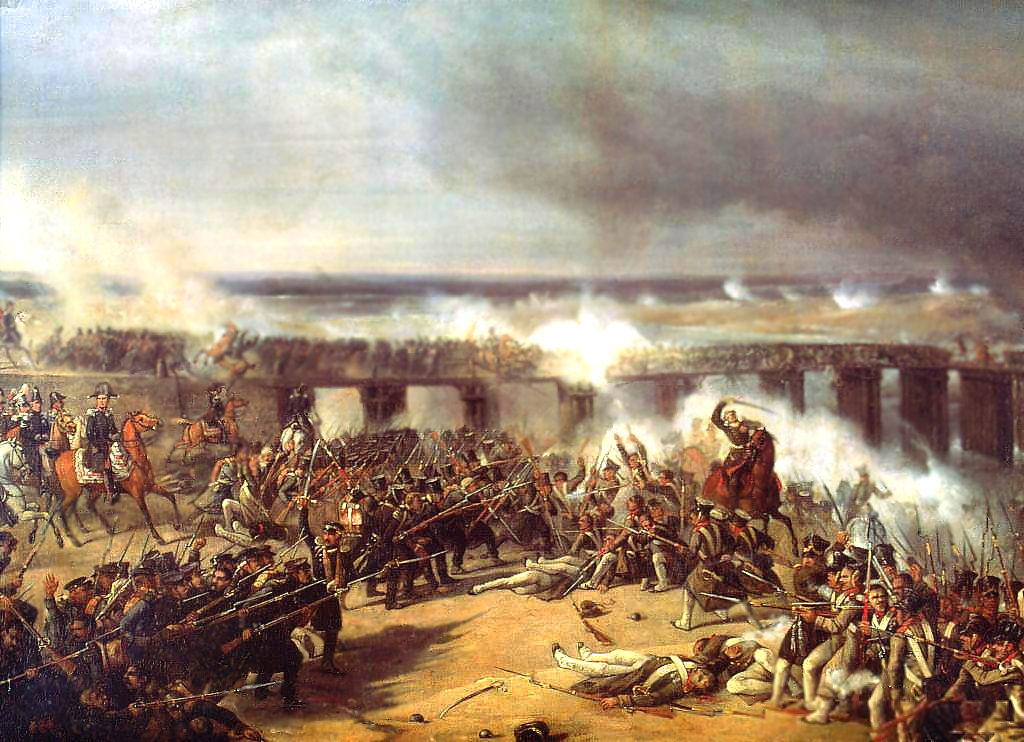
Karol Malankiewicz, Bitwa pod Ostrołęką dnia 26 maja 1831 roku

Wydarzenia polityczne w 1831 roku.

## Wydarzenia
- Powstanie listopadowe:
  - 25 stycznia sejm detronizował cara Mikołaja I jako króla Polski[1].
  - 25 lutego Bitwa o Olszynkę Grochowską[1].
  - 26 maja klęska powstańców w bitwie pod Ostrołęką.